# Синявець чорнуватий
Синявець чорнуватий (Phengaris nausithous) — вид денних метеликів родини синявцевих (Lycaenidae).

## Назва
Вид названо на честь персонажа давньогрецької міфології Навсітоя — сина Посейдона, володаря острова Схерія, батька Алкіноя.

## Поширення
Вид поширений у Південній, Центральній та Східній Європі, Кавказі та Закавказзі, у Західному Сибіру.
В Україні вид трапляється локально у лісовій та лісостеповій зоні, в Карпатах.

## Опис
Довжина переднього крила 15-19 мм, розмах крил 31-36 мм. Крила самців зверху темно-фіолетово-сині з широкою коричневою облямівкою костального і зовнішнього краю. На димчасто-синьому тлі чітко проглядається чорнувата пляма на дискальній жилці і 3-4 вузьких плями постдискального ряду. Візерунок заднього крила такий же, але плями зазвичай менші.
Верх крил самиць повністю темно-коричневий з ледь помітною плямою на дискальній жилці, іноді зберігається слабке дифузне синє прикореневе запилення. Малюнок низу обох статей подібний, складається з чорних крапок постдискального ряду і вузьких серпоподібних плям на дискальних жилках. Субмаргінальний малюнок скорочений. Всі чорні елементи облямовані білими кільцями. Характерною ознакою є однотонний коричневий фон низ, що відрізняє вид від усіх близьких таксонів.

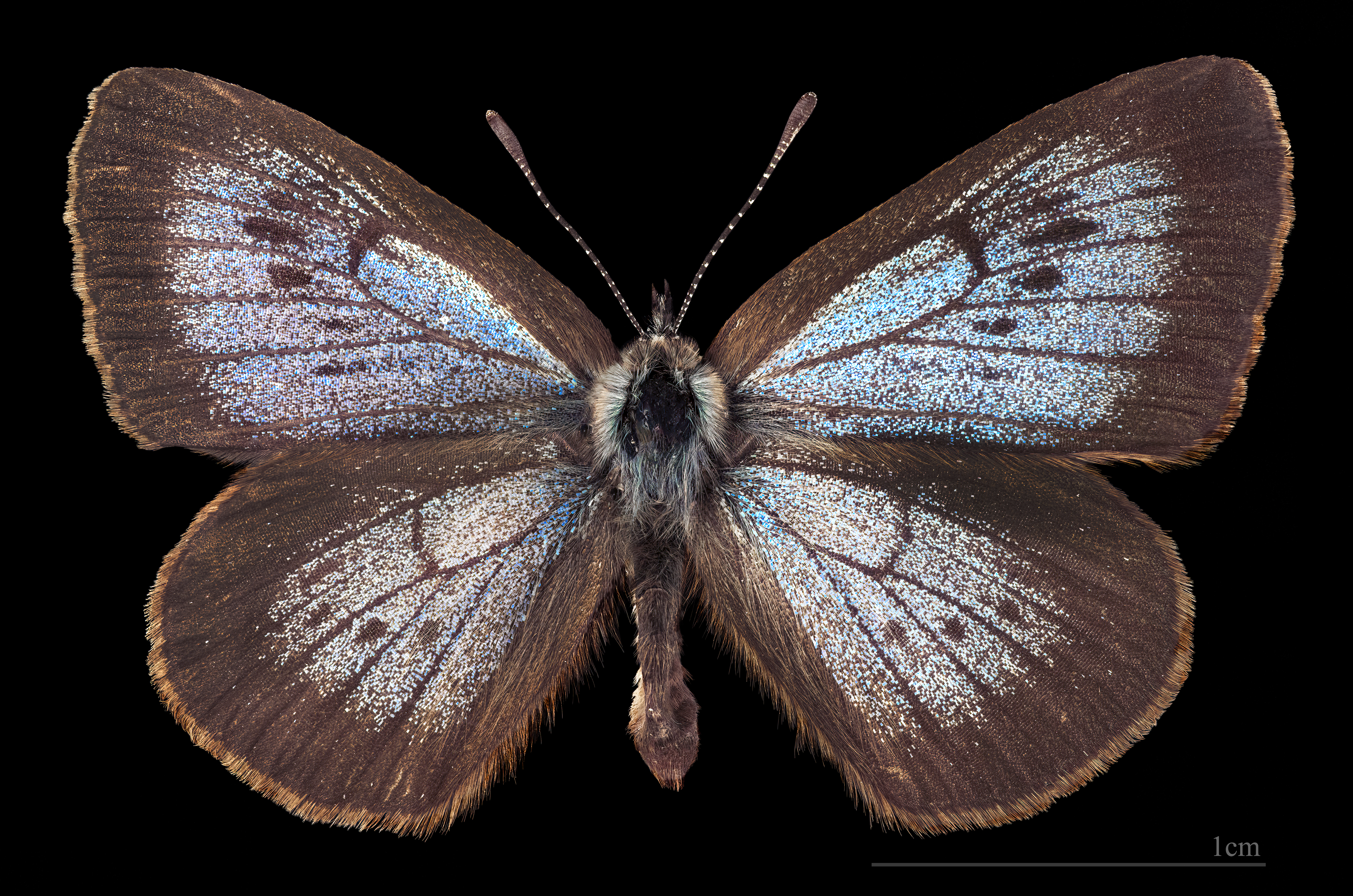
Phengaris nausithous ♂
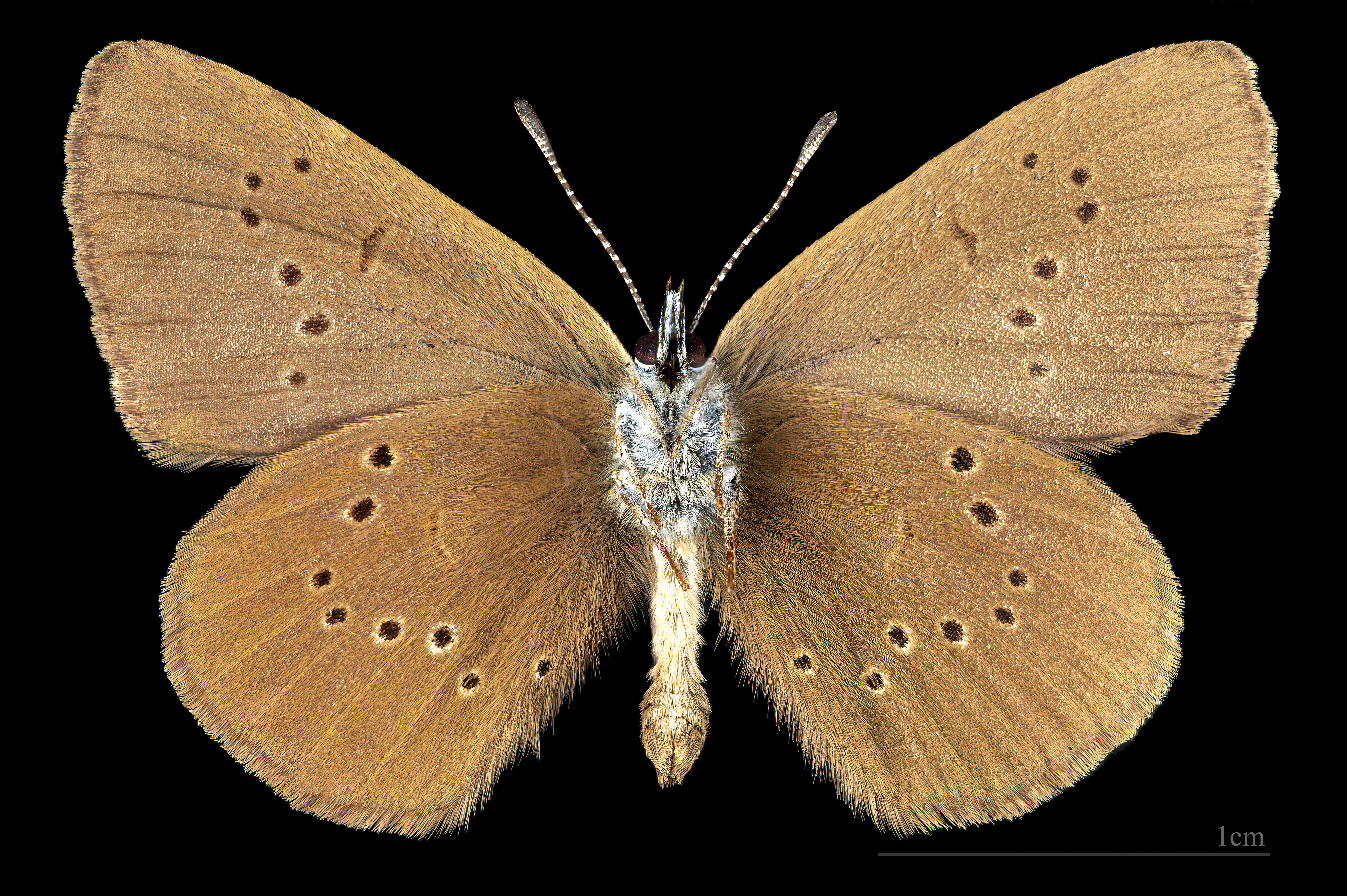
Phengaris nausithous ♂  △

## Біологія
Метеликів літають з кінця червня до кінця серпня. Розвивається в одному поколінні. Самиця відкладає яйця на квіти кормової рослини. Стадія яйця триває 7-8 днів. Монофаг, кормова рослина гусениць — родовик лікарський (Sanguisorba officinalis). Гусениці харчуються квітками, імітуючи забарвлення суцвіть родовика. Згодом паразитує у гніздах мурах Myrmica rubra, Formica rufa, Myrmica scabrinodis і Myrmica ruginodis. Там же гусінь зимує і заляльковується.